# Georgie & Mandy
Georgie & Mandy (Originaltitel: Georgie & Mandy’s First Marriage) ist eine US-amerikanische Comedyserie von Chuck Lorre, Steven Molaro und Steve Holland, die seit dem 17. Oktober 2024 von CBS ausgestrahlt wird. Sie ist ein Sequel-Spin-off der Serie Young Sheldon und gehört damit zu dem Serienuniversum von The Big Bang Theory. Die Hauptrollen spielen Montana Jordan und Emily Osment.
Im Februar 2025 wurde die Serie um eine zweite Staffel verlängert.
In Deutschland ist die Serie zum ersten Mal ab dem 28. April 2025 auf Joyn bzw. ab dem 5. Mai 2025 auf ProSieben zu sehen.

## Handlung
Die frisch verheirateten Georgie Cooper und Mandy McAllister leben mit ihrer Tochter Ceecee bei Mandys Eltern Audrey und Jim in Texas. Georgie arbeitet im Auto- und Reifengeschäft seines Schwiegervaters.

## Besetzung und Synchronisation
Die deutschsprachige Synchronisation entsteht bei der Arena Synchron nach den Dialogbüchern und unter der Dialogregie von Gerrit Schmidt-Foß.

### Hauptdarsteller
| Rolle             | Schauspieler     | Hauptrolle (Episoden) | Synchronsprecher     |
| ----------------- | ---------------- | --------------------- | -------------------- |
| Georgie Cooper    | Montana Jordan   | 1.01–                 | Tim Daxelhofer       |
| Mandy McAllister  | Emily Osment     | 1.01–                 | Lea Kalbhenn         |
| Audrey McAllister | Rachel Bay Jones | 1.01–                 | Katrin Zimmermann    |
| Jim McAllister    | Will Sasso       | 1.01–                 | Hanns-Jörg Krumpholz |
| Connor McAllister | Dougie Baldwin   | 1.01–1.05, 1.07–      | Tobias Diakow        |
| Ruben             | Jessie Prez      | 1.01–1.06, 1.08–      | Dennis Herrmann      |

### Wiederkehrende Rollen
| Rolle                              | Schauspieler    | Nebenrolle (Episoden)                   | Synchronsprecher |
| ---------------------------------- | --------------- | --------------------------------------- | ---------------- |
| Mary Cooper                        | Zoe Perry       | 1.01, 1.05, 1.10, 1.16–1.17, 1.20, 1.22 | Sabine Arnhold   |
| Constance „Connie“ (Meemaw) Tucker | Annie Potts     | 1.01, 1.05, 1.14, 1.19                  | Traudel Haas     |
| Melissa „Missy“ Cooper             | Raegan Revord   | 1.02, 1.05, 1.17, 1.20                  | Lilli Mechler    |
| Dale Ballard                       | Craig T. Nelson | 1.05, 1.14, 1.19                        | Jürgen Mai       |
| Sheryl Hutchins                    | Sarah Baker     | 1.08                                    | Daniela Reidies  |
| Pastor Jeff Difford                | Matt Hobby      | 1.10, 1.16                              | Klaus-Peter Grap |
| George Cooper Sr. †                | Lance Barber    | 1.12                                    | Michael Iwannek  |
| Coach Wayne Wilkins                | Doc Farrow      | 1.14                                    | Sven Brieger     |
| Chloe Costa                        | Kara Arena      | 1.15, 1.18, 1.20                        |                  |

## Episodenliste
Die Erstausstrahlung der ersten Staffel erfolgte vom 17. Oktober 2024 bis zum 15. Mai 2025 auf dem US-amerikanischen Fernsehsender CBS.
| Nr. | Deutscher Titel                      | Originaltitel                               | Erstausstrahlung USA | Deutschsprachige Erstausstrahlung (D) | Regie           | Drehbuch                                                                      | Zuschauer (USA) |
| --- | ------------------------------------ | ------------------------------------------- | -------------------- | ------------------------------------- | --------------- | ----------------------------------------------------------------------------- | --------------- |
| 1 | Der 18:10 nach Lubbock               | The 6:10 to Lubbock                         | 17. Okt. 2024        | 5. Mai 2025                           | Mark Cendrowski | Chuck Lorre, Steven Molaro, Steve Holland                                     | 6,56 Mio.       |
| Nach dem Ende von Young Sheldon sind Georgie Cooper und Mandy McAllister frisch verheiratet. Sie leben mit ihrer kleinen Tochter CeeCee bei Mandys Eltern Audrey und Jim sowie ihrem jüngeren Bruder Connor. Georgie arbeitet in Jims Werkstatt, wo ihn Kollege Ruben nicht ernst nimmt. Als Audrey andeutet, CeeCee sei womöglich „dumm wie Georgie“, da sie noch nicht spricht, kommt es zum Streit mit Mandy. Georgie und Mandy beschließen auszuziehen und finden ein kleines Haus nahe den Bahngleisen. Mary (Georgies Mutter) und Connie (seine Großmutter) bringen Einweihungsgeschenke vorbei. Audrey entschuldigt sich später bei Mandy, doch als Georgie sich über Audreys Worte beschweren will, sagt CeeCee ihr erstes Wort – „Dada“ – durch das Babyphone.                      |                                      |                                             |                      |                                       |                 |                                                                               |                 |
| 2 | New Yorker Unsinn                    | Some New York Nonsense                      | 24. Okt. 2024        | 5. Mai 2025                           | Mark Cendrowski | Steven Molaro, Connor Kilpatrick, Steve Holland, Jim Reynolds                 | 6,40 Mio.       |
| Georgie besucht das Grab seines Vaters George Sr. und versichert sich selbst, dass er seine alte und neue Familie meistern kann – trotz Stress mit Ruben, Audrey, Mandys Jobsuche und seiner Schwester Missy, die er aus der Schule abholen muss, weil sie den Feueralarm ausgelöst hat. Als Mandy einen Umzug wegen besserer Jobchancen in den Raum wirft, kommt es zum Streit. Georgie bekommt eine Panikattacke und glaubt zuerst, es sei ein Herzinfarkt. Beim Arzt erfährt er die Diagnose und versöhnt sich anschließend mit Mandy und Audrey. Am Ende gesteht er am Grab seines Vaters, dass er nicht alles im Griff hat – und bringt auch Missy dorthin, damit sie ihre Trauer verarbeiten kann.                                                                                     |                                      |                                             |                      |                                       |                 |                                                                               |                 |
| 3 | Die kleinen Sünden von früher        | Secrets, Lies and a Chunk of Change         | 31. Okt. 2024        | 12. Mai 2025                          | Mark Cendrowski | Steve Holland, Connor Kilpatrick, Chuck Lorre, Steven Molaro                  | 6,19 Mio.       |
| Georgie bekommt seine erste Kreditkarte, woraufhin Mandy gesteht, rund 12.000 Dollar Schulden zu haben – unter anderem für einen Krankenhausbesuch eines Exfreundes namens Nick. Georgie konfrontiert Nick, der aus Reue einen Scheck ausstellt – doch dieser platzt. Nick taucht in der Bank auf und kündigt einen Bankraub an, Georgie flieht. Mandy nimmt wieder eine Kellnerstelle an, um die Schulden abzubauen, während Audrey auf CeeCee aufpasst. Um zusätzliches Geld zu verdienen, schlägt Georgie vor, Softball‑Trikots für die örtliche Polizei zu kaufen – gegen Abschleppdienst-Aufträge für Jims Werkstatt. |                                      |                                             |                      |                                       |                 |                                                                               |                 |
| 4 | Todds Mutter                         | Todd’s Mom                                  | 7. Nov. 2024         | 12. Mai 2025                          | Mark Cendrowski | Steven Molaro, Nadiya Chettiar, Chuck Lorre, Steve Holland                    | 6,15 Mio.       |
| Mandy ist gelangweilt vom Alltag mit ihren Eltern und geht mit Kollegin Beth in eine Bar. Sie verabreden sich bei Beth zuhause. Dort trifft Georgie auf Beths Sohn Todd, seinen ehemaligen Mitschüler, der ihn zum Motocross einlädt. Mandy möchte das eher ungern, doch Georgie fährt trotzdem mit. Dort beschwert er sich über die Jungs, da sie Bier trinken möchten. Er versucht sie zu erziehen. Mandy und Beth gehen wieder in die Bar. In der Bar knutscht Beth mit Mandys Zahnarzt. Mandy ruft Georgie, und sie gehen gemeinsam zu CeeCee zurück. Parallel liefern sich Audrey und Jim einen Wettstreit im Spiel „20 Fragen“ mit Connor. |                                      |                                             |                      |                                       |                 |                                                                               |                 |
| 5 | Familienfeste                        | Thanksgiving                                | 14. Nov. 2024        | 19. Mai 2025                          | Mark Cendrowski | Steve Holland, Jim Reynolds, Steven Molaro, Connor Kilpatrick                 | 6,39 Mio.       |
| Es ist das erste Thanksgiving ohne George Sr. Georgie. Mandy bietet Mary an, dass sie Thanksgiving bei den McAllisters feiern, doch Mary möchte allein bleiben. Mandy organisiert heimlich ein Dinner bei Mandys Eltern mit Connie, Dale und Missy (die als Belohnung ein Delfin‑Tattoo bekommt), aber Mary lehnt weiter ab. Am Tag der Feier kommt sie doch. Sie wird jedoch emotional, als Audrey und Jim streiten. Georgie bringt Mary und Missy zum Grab, wo sie gemeinsam Kuchen essen. Dabei entdeckt Mary Mandys Tattoo. Danach spielt Connor Akkordeon und Dale Gitarre beim Abendessen. |                                      |                                             |                      |                                       |                 |                                                                               |                 |
| 6 | Ein ganz normaler Samariter          | A Regular Samaritan                         | 5. Dez. 2024         | 19. Mai 2025                          | Mark Cendrowski | Steven Molaro, Nadiya Chettiar, Chuck Lorre, Steve Holland                    | 6,18 Mio.       |
| Georgie schleppt das Auto von Maklerin Valerie ab, die meint, Gott führe sie zum Erfolg. Sie lädt ihn in ihre Kirche ein und da Georgie neue Kunden finden will, sagt er zu. Mandy und Familie bleiben skeptisch. Georgie vermittelt einen Reparaturauftrag für Kirchenfahrzeuge und bekommt eine höhere Gewinnbeteiligung durch Jim, was Audrey ärgert. Georgie fühlt sich in der Gemeinschaft wohl und verbringt mehr Zeit in der Kirche, was Mandy stört. Beim Bibelstudium küsst Valerie Georgie ungefragt. Mandy sieht das, schlägt Valerie ins Gesicht und geht mit Georgie. |                                      |                                             |                      |                                       |                 |                                                                               |                 |
| 7 | Der alte Mustang                     | An Old Mustang                              | 12. Dez. 2024        | 26. Mai 2025                          | Mark Cendrowski | Steve Holland, Connor Kilpatrick, Steven Molaro, Jim Reynolds                 | 6,51 Mio.       |
| Jim holt seinen alten Mustang aus der Scheune hervor und beginnt eine Restauration. Georgie hilft ihm dabei. Er lädt Connor ein, doch dieser will nicht helfen. Georgie erkennt, dass er Sheldon besser verstehen hätte sollen, und möchte, dass Connor an einem Trip teilnimmt, um Ersatzteile zu holen. Connor bekommt einen Job als Kellner, um seinem Vater zu zeigen, dass er Verantwortung übernehmen kann. Mandy und Audrey bemühen sich, Audreys Büro als Kinderzimmer herzurichten. Connor bedankt sich bei Georgie dafür, dass er sich kümmert. |                                      |                                             |                      |                                       |                 |                                                                               |                 |
| 8 | Diät-Mist                            | Diet Crap                                   | 30. Jan. 2025        | 26. Mai 2025                          | Mark Cendrowski | Steven Molaro, Connor Kilpatrick, Steve Holland, Rachel Intrieri              | 6,38 Mio.       |
| Nachdem Georgie eine Provision von 1.200 Dollar bekommt, fühlt Mandy sich unsicher. Sie investiert Geld in Vitamine, Shakes und Riegel zum Verkauf. Ihr erster Verkaufstag läuft schlecht, Georgie hilft ihr allerdings ungefragt und verkauft sehr viele Riegel. Sie kauft dann ein Buch über Männer und Frauen, trifft eine Bibliothekarin und verkauft erfolgreich ihre Riegel. Jim glaubt nicht an Connor und möchte, dass er mehr leistet. Er gibt Connor neue Haushaltsaufgaben. Connor übernimmt sie ohne Probleme und überrascht die Eltern. |                                      |                                             |                      |                                       |                 |                                                                               |                 |
| 9 | Der Reifenkongress                   | A Tire Convention and the Moral High Ground | 6. Feb. 2025         | 2. Juni 2025                          | Mark Cendrowski | Steve Holland, Jim Reynolds, Steven Molaro, Nadiya Chettiar                   | 6,59 Mio.       |
| Jim fährt zu einer Reifenmesse in New Orleans und Georgie will mit. Jim beichtet Georgie auf dem Trip, dass er seit zehn Jahren heimlich Casinos besucht. Georgie hakt nach und will Mandy nicht belügen. Georgie und Jim überlegen sich eine Lügengeschichte, die sie Mandy und Audrey vorspielen. Mandy und Audrey trinken viel Alkohol in einer Bar, Connor unterhält CeeCee mit Musik. Jim erklärt, kleine Geheimnisse seien normal. Georgie gewinnt beim Blackjack viel Geld und kauft Mandy Diamant-Ohrringe. |                                      |                                             |                      |                                       |                 |                                                                               |                 |
| 10 | Krieg der Generationen               | House Divided                               | 13. Feb. 2025        | 2. Juni 2025                          | Mark Cendrowski | Steve Molaro, Connor Kilpatrick, Steve Holland, Nadiya Chettiar               | 6,49 Mio.       |
| Mary ist zu Besuch bei den McAllisters. Audrey entdeckt, dass Mary heimlich ein Foto von sich ins Fotoalbum für CeeCee geschmuggelt hat. Georgie und Mandy beziehen jeweils eine Seite. Audrey versucht sich zu entschuldigen, aber es eskaliert. Pastor Jeff bemüht sich um Versöhnung. Inspiriert von Sheldon schließen Mary und Audrey einen „Großmutter-Vertrag“. Schließlich wird ein Familienportrait gemacht zusammen mit Mary. |                                      |                                             |                      |                                       |                 |                                                                               |                 |
| 11 | Feindliche Übernahme                 | Working for the Enemy                       | 20. Feb. 2025        | 16. Juni 2025                         | Mark Cendrowski | Steve Holland, Jim Reynolds, Chuck Lorre, Steven Molaro                       | 6,57 Mio.       |
| Jim lehnt koreanische Reifen ab, die Georgie für das Geschäft kaufen will. Georgie organisiert sie dennoch heimlich und kündigt. Er geht zu Fred Fagenbacher, Jims Konkurrent und Audrey früherer Jugendfreund. Fred stellt ihn ein, um Jim zu ärgern. Mandy manipuliert Audrey, die auf Fred einwirken solle, damit er Georgie feuert, doch Fred wirbt umwickelt Audrey und Georgie bleibt. Georgie kündigt dann selbst. Jim erkennt, dass die koreanischen Reifen gut und beliebt sind und stellt Georgie wieder ein. Fred provoziert Jim im Restaurant und der Streit eskaliert. |                                      |                                             |                      |                                       |                 |                                                                               |                 |
| 12 | Kranker Georgie                      | Typhoid Georgie                             | 27. Feb. 2025        | 16. Juni 2025                         | Mark Cendrowski | Steven Molaro, Nadiya Chettiar, Steve Holland, Connor Kilpatrick              | 6,46 Mio.       |
| Georgie erkältet sich, aber weigert sich, frei zu nehmen, weil sein Vater trotz eines Herzinfarkt arbeiten ging. Jim schickt ihn nach Hause, Connor kümmert sich um ihn. Georgie träumt von George Sr. als Zombie, der ihn zur Arbeit zwingt. Danach will Georgie wieder arbeiten, aber Connor zwingt ihn zurück ins Bett. In einem weiteren Traum sagt er, er wolle für CeeCee da sein – George ist stolz. Mandy darf kurzfristig als Wettermoderatorin arbeiten als Ersatz und Audrey begleitet sie einkaufen. Mandy bekommt Panik angesichts möglicher Umzüge, und Audrey beruhigt sie, dass sie mitziehen, sollte es nötig sein. Mandy beeindruckt die Familie mit ihrem Fernsehauftritt.                                                                                                |                                      |                                             |                      |                                       |                 |                                                                               |                 |
| 13 | McAllister liebt alle Frauen         | McAllister Auto Loves the Ladies            | 6. März 2025         | 23. Juni 2025                         | Mark Cendrowski | Steve Holland, Jim Reynolds, Steven Molaro, Connor Kilpatrick                 | 6,91 Mio.       |
| Georgie merkt, dass die Werkstatt frauenfeindlich wirkt. Audrey will helfen und bringt frischen Wind. Sie gestaltet die Werkstatt um. Jim und Mandy sind skeptisch, merken aber, dass Audrey und Georgie gut harmonieren. Sie verbessert die Verkaufsstrategien und er hat viel Verkaufstalent. Jim fühlt sich ausgeschlossen und kämpft mit Eifersucht. Abends versöhnt sich die Familie, als Audrey heim kommt. Jim macht fast alle Änderungen von Audrey rückgängig, bis auf den neuen Toilettensitz. Connor komponiert Musik im Haus. |                                      |                                             |                      |                                       |                 |                                                                               |                 |
| 14 | Ein Wettbüro und eine Trennung       | A Sportsbook and a Breakup                  | 13. März 2025        | 23. Juni 2025                         | Mark Cendrowski | Chuck Lorre, Steven Molaro, Connor Kilpatrick, Steve Holland, Nadiya Chettiar | 6,27 Mio.       |
| Mandy erfährt, dass Connie ein illegales Wettbüro für Highschool-Sport betreibt. Mandy steigt ein und erhält ein Pager. Georgie lehnt ab zu helfen und ist sauer. Er erinnert sie an ihre Spielcasino-Vergangenheit. Dale erfährt es und trennt sich von Connie. Connie zieht in ein Motel. Dale konfrontiert Mandy und Jim. Connie sammelt eine bei einem Schuldner Geld ein und bekommt einen Rolex. Mandy und Connie fahren zur Geldeintreibung, Dale versöhnt sich mit Connie. |                                      |                                             |                      |                                       |                 |                                                                               |                 |
| 15 | Die Göttin des Musikgeschäfts        | Goddess of the Music Store                  | 3. Apr. 2025         | 30. Juni 2025                         | Nikki Lorre     | Steven Molaro, Jim Reynolds, Chuck Lorre, Steve Holland                       | 5,93 Mio.       |
| Connor will Georgies Rat, um mit Chloe, einer Mitarbeiterin im Musikladen in die er verliebt ist, zusammenzukommen. Georgie begleitet ihn in den Musikladen und Connor schenkt ihr ein Instrumental-Tape, zu welchem sie Lyrics finden soll. Die Familie ist begeistert über Connor, allerdings ist Audrey sehr besorgt. Nach wenigen Tagen besucht Chloe Connor und singt nachts mit ihm und macht Musik. Sie küsst ihn und bleibt über Nacht. Am nächsten Morgen geht sie heim. Mandy spricht mit Connor über verantwortungsbewussten Umgang bei Geschlechtsverkehr. Connor sagt, er sei schon viel mit Mädchen ausgegangen und will kein Baby. |                                      |                                             |                      |                                       |                 |                                                                               |                 |
| 16 | Babystreit                           | Baby Fight                                  | 10. Apr. 2025        | 30. Juni 2025                         | Mark Cendrowski | Steve Holland, Nadiya Chettiar, Steven Molaro, Connor Kilpatrick              | 5,98 Mio.       |
| Nach einem Arztbesuch mit CeeCee streiten Georgie und Mandy darüber, ob sie ein zweites Kind bekommen sollen. Georgie will schnell ein zweites Kind, aber Mandy möchte sich erst auf ihre Karriere konzentrieren. Georgie schläft aus Kummer auf dem Sofa und spricht mit Pastor Jeff und Mary. Die McAllisters unterstützen die Idee, aber Jim rät Georgie, geduldig zu bleiben. Mandy entschuldigt sich bei Connor wegen früherer Hänseleien. Georgie und Mandy reden über ihre Zukunft und beschließen, die Tür für ein weiteres Kind offenzuhalten. Mandy hat einen zweiten Wetter-Moderations-Auftritt. Sie muss bei Starkregen eine Liveschalte geben. |                                      |                                             |                      |                                       |                 |                                                                               |                 |
| 17 | Zwei Idioten auf einem Dirt Bike     | Two Idiots on a Dirt Bike                   | 17. Apr. 2025        | 7. Juli 2025                          | Mark Cendrowski | Chuck Lorre, Steven Molaro, Steve Holland, Laura Willcox                      | 5,80 Mio.       |
| Mary berichtet wütend, dass Missy mit einem Jungen in ihrem Zimmer war. Mandy findet heraus, dass es Todd, Beths Sohn, war. Georgie droht Todd und Mandy und Beth geraten in der Bar in Handgreiflichkeiten. Missy und Todd wollen heimlich nach Mexiko abhauen, um zu heiraten. Sie nutzen dafür Todds Dirtbike. Georgie und Mandy suchen in ihrem Truck die beiden und fahren zu Tankstellen, um sie zu finden. Mary und Beth streiten am Telefon. Am Ende trennen sich Missy und Todd an einer Tankstelle, da Missy sauer ist, dass er nur 10 Dollar hat. Georgie erzählt Mandy von seinem schlechten Gewissen und seiner Angst, CeeCee zu enttäuschen. Missy kommt von selbst heim. Mary ist erleichtert und sehr wütend. Georgie und Mandy finden sie nicht und fahren bis nach Mexiko. |                                      |                                             |                      |                                       |                 |                                                                               |                 |
| 18 | Spa oder sparen                      | TV Money                                    | 24. Apr. 2025        | 7. Juli 2025                          | Nikki Lorre     | Steve Holland, Connor Kilpatrick, Steven Molaro, Danny Rivera                 | 5,93 Mio.       |
| Mandy erhält Geld für ihre TV-Auftritte und gönnt sich einen Spa-Tag. Jim verlangt, dass Mandy sich nicht so viel gönnen soll, solange sie kostenlos dort wohnt. Er denkt, Mandy habe mangelnde Dankbarkeit und kein Verantwortungsbewusstsein. Audrey informiert Georgie darüber. Mandy schreibt Jim einen Scheck und er und Audrey nehmen ihn wider Erwarten an. Audrey erklärt Mandy, was unbezahlte Arbeit einer berufstätigen Mutter bedeutet. Mandy und Audrey gehen in den Spa, während Jim auf CeeCee aufpasst. Connor bietet Chloe an, bei sich zu wohnen. Sie fühlt sich akzeptiert und glücklich bei ihm. Sie gerade obdachlos. Connor lässt sich darauf ein und arbeitet mit ihr gemeinsam an Musik.                                                                             |                                      |                                             |                      |                                       |                 |                                                                               |                 |
| 19 | Schuldner gegen Verräterin           | Snitch v. Deadbeat                          | 1. Mai 2025          | 14. Juli 2025                         | Mark Cendrowski | Steven Molaro, Jim Reynolds, Steve Holland, Nadiya Chettiar                   | 5,63 Mio.       |
| Connie gesteht Mandy, dass Jim ihr 1.200 Dollar schuldet. Jim will in Raten zahlen, Audrey soll nichts von den Schulden erfahren. Mandy sagt es Georgie und Georgie versucht, die Lage zu entschärfen. Connie informiert Audrey. Sie rastet aus und konfrontiert Jim und Mandy. Connie droht, Mandy zu ruinieren. Audrey geht zur Polizei, erstattet aber keine Anzeige. Georgie bezahlt Connie heimlich mit eigenen Rücklagen. Jim, Audrey und Mandy sind danach extrem sauer auf Georgie. |                                      |                                             |                      |                                       |                 |                                                                               |                 |
| 20 | Ladys lieben Brunch                  | Ladies Love Brunch                          | 8. Mai 2025          | 14. Juli 2025                         | Mark Cendrowski | Steve Holland, Connor Kilpatrick, Steven Molaro, Jamie Laski                  | 5,64 Mio.       |
| Georgie und Mandy planen den Muttertag und beide Mütter wollen Zeit mit ihnen verbringen. Audrey bittet Connor, Chloe vorzustellen. Connor hat Angst, dass Audrey ihn vor Chloe blamiert. Er bittet Mandy um Hilfe und Mandy und Georgie organisieren einen gemeinsamen Brunch bei den McAllisters. Missy hat Hausarrest und Mary will einen ruhigen Tag haben. Anfangs läuft alles toll und Chloe beeindruckt alle mit ihrer Geschichte. Doch als Chloe sich mehr mit Mary versteht, geraten Audrey und Mary erneut in Streit. Abends genießen Georgie und Mandy ihre Ruhe. |                                      |                                             |                      |                                       |                 |                                                                               |                 |
| 21 | Die Stiefel des schlechten Gewissens | Guilt Boots                                 | 15. Mai 2025         | 14. Juli 2025                         | Mark Cendrowski | Steven Molaro, Jim Reynolds, Steve Holland, Nadiya Chettiar, Rachel Intrieri  | 5,62 Mio.       |
| Mandy tritt eine Vollzeitstelle als Wettermoderatorin an bei ihrem Ex-Freund Scott. Sie verschweigt das Georgie und schenkt ihm Geschenke, weil sie extreme Schuldgefühle hat. Audrey und der Pfarrer fordern Mandy auf, ehrlich und offen zu Georgie zu sein. Parallel gibt Fred Fagenbacher Jim ein Angebot. Er will Jims Werkstatt kaufen. Jim will die Werkstatt verkaufen und Georgie ist dadurch stark verletzt, weil Jim das Geschäft ihm versprochen hat. Jim nimmt das Angebot an und Mandy erzählt Georgie am Abend die Wahrheit. |                                      |                                             |                      |                                       |                 |                                                                               |                 |
| 22 | Schwere Entscheidungen               | Big Decisions                               | 15. Mai 2025         | 14. Juli 2025                         | Mark Cendrowski | Chuck Lorre, Connor Kilpatrick, Steve Holland, Steven Molaro                  | 6,00 Mio.       |
| Georgie bekommt mit, dass Mandy mit Ex-Freund gearbeitet und Jim den Betrieb verkauft. Er bittet um 48 Stunden, um das Geld für einen Kauf der Werkstatt zu organisieren. Bei der Bank scheitert er. Fred drängt Jim zur Entscheidung. Mary bietet das Haus der Coopers Georgie als Sicherheit für einen Kredit an. Mandy spricht mit CeeCee über ihre Karriere. Georgie reicht ein Gegenangebot ein. Ruben mischt sich ein und schlägt Georgie eine Partnerschaft vor. Jim stimmt der Übergabe zu und freut sich aufs Rentenleben. Mandy bekommt eine Beförderung beim TV-Sender und kündigt den Kellnerjob und gesteht Georgie ihre Gefühle. Am nächsten Tag warnt Fred, er werde sie vom Markt verdrängen.                                                                                |                                      |                                             |                      |                                       |                 |                                                                               |                 |

## Produktion
Im Januar 2024 wurde bekannt gegeben, dass sich ein Spin-off von Young Sheldon in der Entwicklung befindet. Im Fokus sollen dabei die jung verheirateten Eltern Georgie Cooper und Mandy McAllister stehen, wie sie mit den Herausforderungen des Erwachsenseins und der Elternschaft umgehen und wie sie die Ehe meistern.
Im Mai 2024 wurde der Serientitel bekannt und dass das Spin-off bei CBS auf demselben Sendeplatz, wie zuvor Young Sheldon laufen wird. Produziert wird die Serie von Chuck Lorre, Steven Molaro und Steve Holland. Wie zuvor Young Sheldon und The Big Bang Theory, wird auch Georgie & Mandy’s First Marriage von Lorres eigener Produktionsfirma Chuck Lorre Productions sowie Warner Bros. Television produziert. Als Regisseur wurde Mark Cendrowski verpflichtet, mit dem Lorre bereits bei The Big Bang Theory langjährig zusammen gearbeitet hat.
Neben den Hauptdarstellern Montana Jordan, Emily Osment, Will Sasso und Rachel Bay Jones stoßen Jessie Perez als Arbeitskollege von Georgie, sowie Dougie Baldwin als Bruder von Mandy, zum Hauptcast.
Als Gastdarsteller sind unter anderem Zoe Perry, Raegan Revord und Annie Potts zu sehen.
Drehbeginn war im Juli 2024 in Burbank, Kalifornien in denselben Fernsehstudios wie zuvor auch The Big Bang Theory. Es wird vor Live-Publikum im Mehrkamera-Verfahren gedreht.
Zwei Wochen nach Ausstrahlung der ersten Folgen, verlängerte CBS die erste Staffel der Sitcom von bislang 13 bestellten Folgen auf nun eine vollständige Staffel mit 22 Folgen.

## Rezeption
In einer Rezension für fernsehserien.de schreibt Gian-Philip Andreas nach der Sichtung von zwei Folgen, dass sich Fans von Young Sheldon sehr aufgehoben fühlen werden. Nur ein Alleinstellungsmerkmal würde noch fehlen. Während bei Young Sheldon der Fokus auf den Kindheitserinnerungen von Sheldon Cooper lag, rückt in dieser Serie sein älterer Bruder in den Mittelpunkt. Es wird direkt an das Serienfinale von Young Sheldon angesetzt. Die Schwiegereltern von Georgie nehmen nun eine prominentere Rolle ein. Will Sasso in der Rolle von Jim McAllister wird positiv hervorgehoben, während seine Frau, gespielt von Rachel Bay Jones, zwar ihre Rolle pointensicher spielt aber dennoch auf Dauer zu eintönig geraten könnte. Potenzial soll die neue Rolle Ruben haben, die mit Jessie Perez besetzt wurde. Als genial wird der Serientitel bezeichnet, der mit den Hoffnungen der Zuschauer spielt, insbesondere da Sheldon in der letzten Folge der Ursprungsserie The Big Bang Theory von der einen Ex-Frau und der anderen Ex-Frau seines Bruders spricht. Chuck Lorre kehrt mit dieser Serie zur Multi-Camera-Sitcom zurück.